# 扎利希基
扎利希基（羅馬化：Zalishchyky）是烏克蘭西部捷爾諾波爾州喬爾特基夫區扎利希基市鎮内的城市，2020年7月18日前为扎利希基區的行政中心。該市距離州府捷爾諾波爾100公里，面積7平方公里，海拔高度160米，2022年人口数量为8,928人。

## 图集

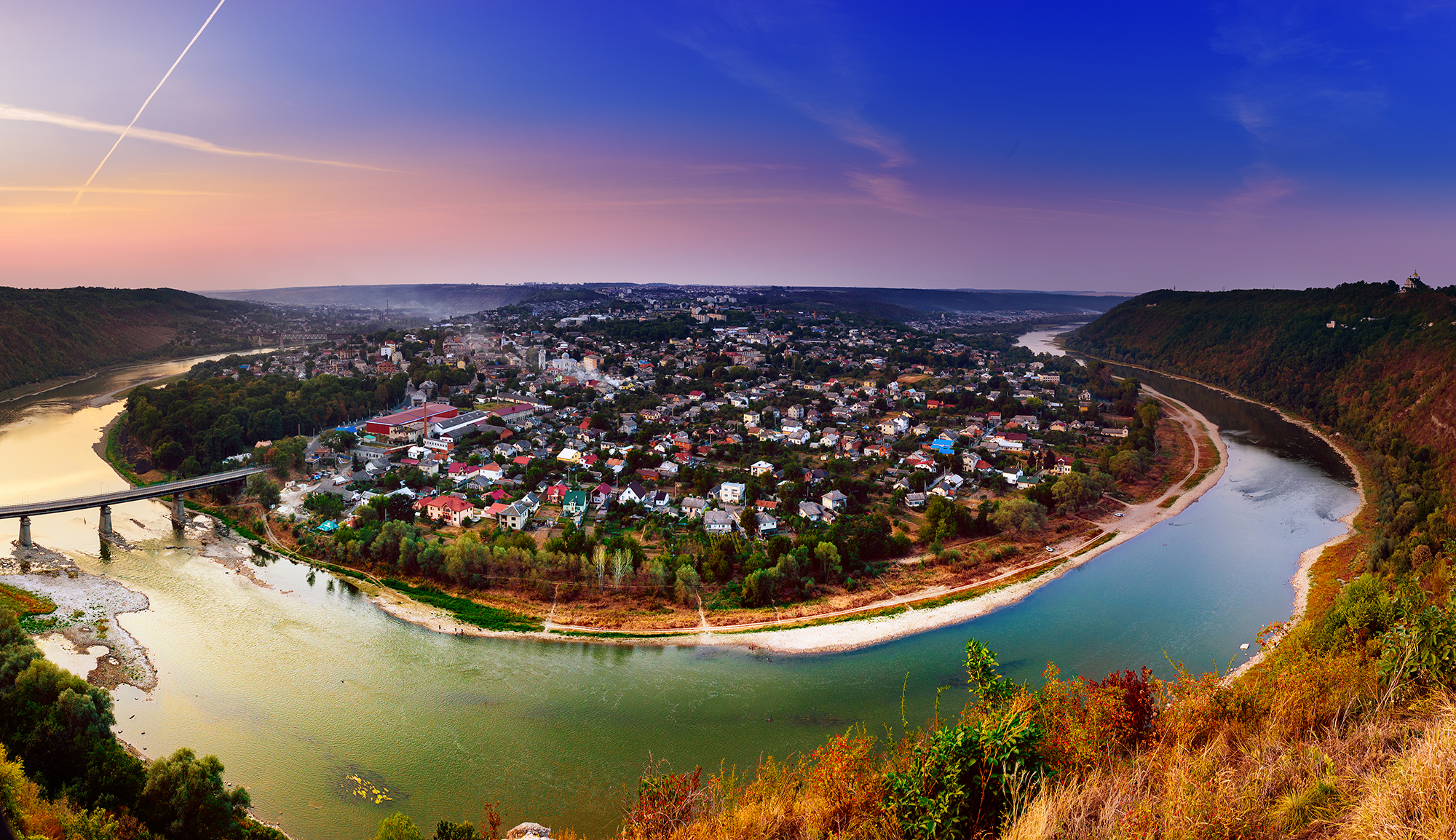
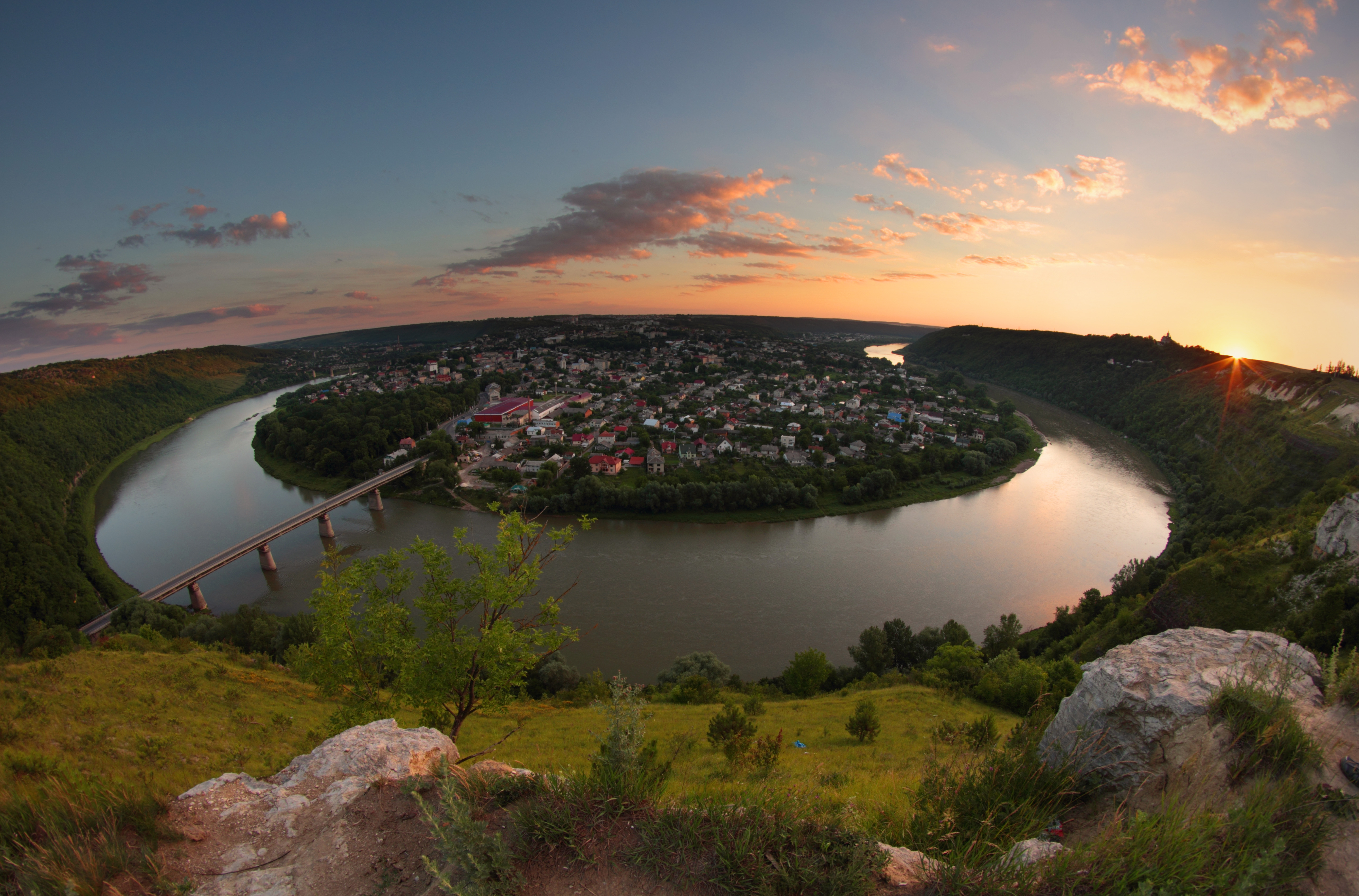
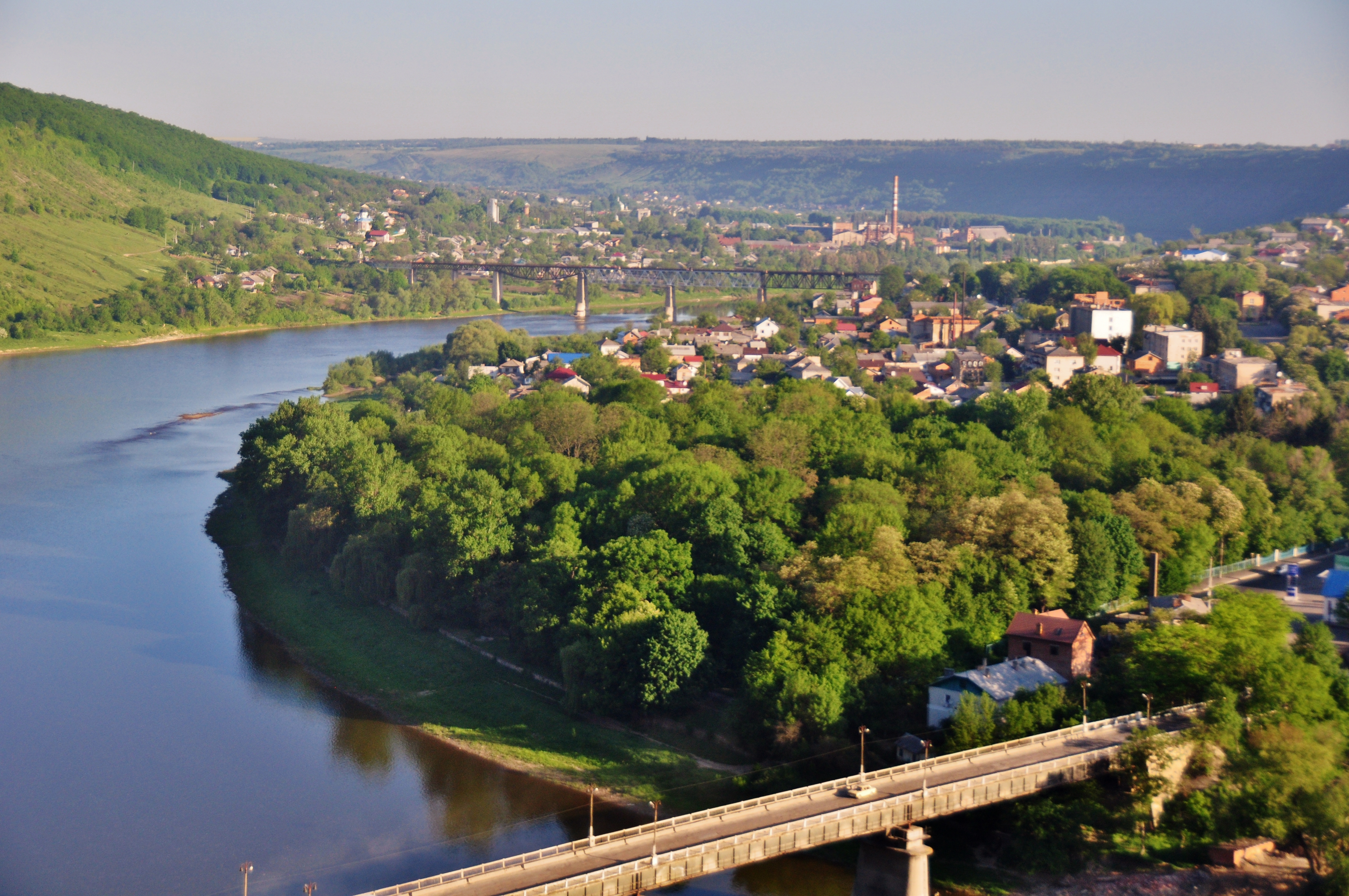
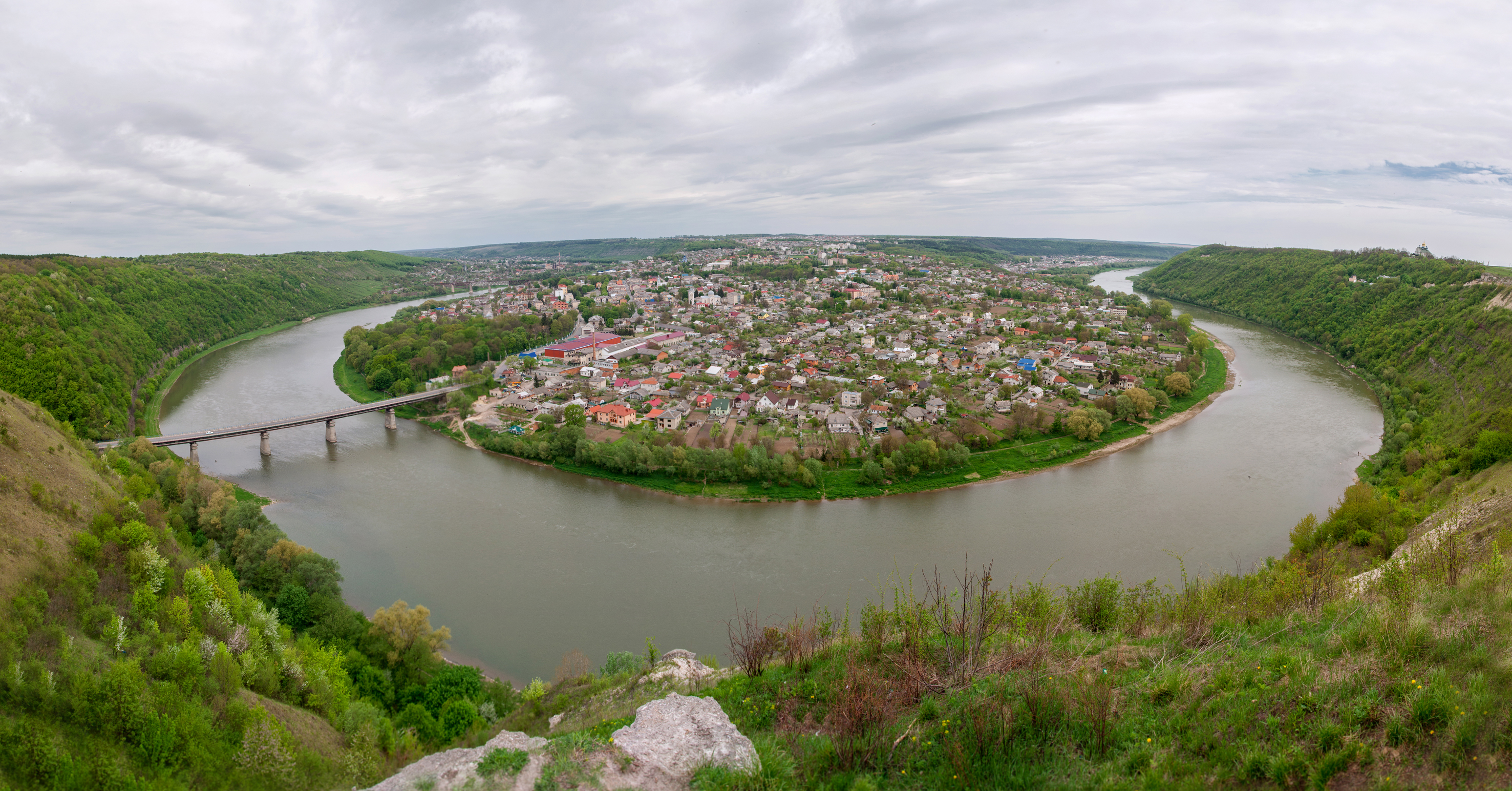
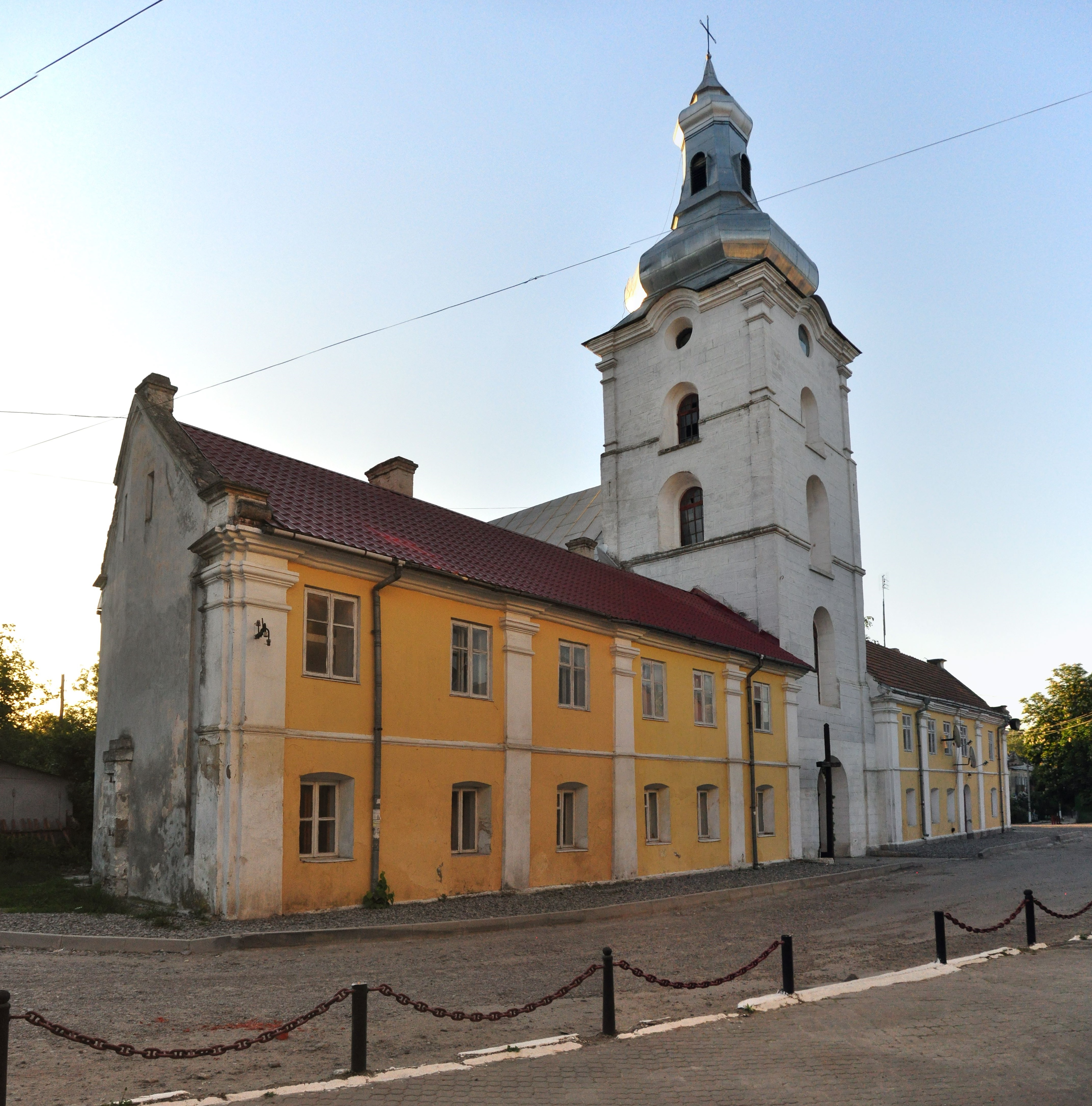
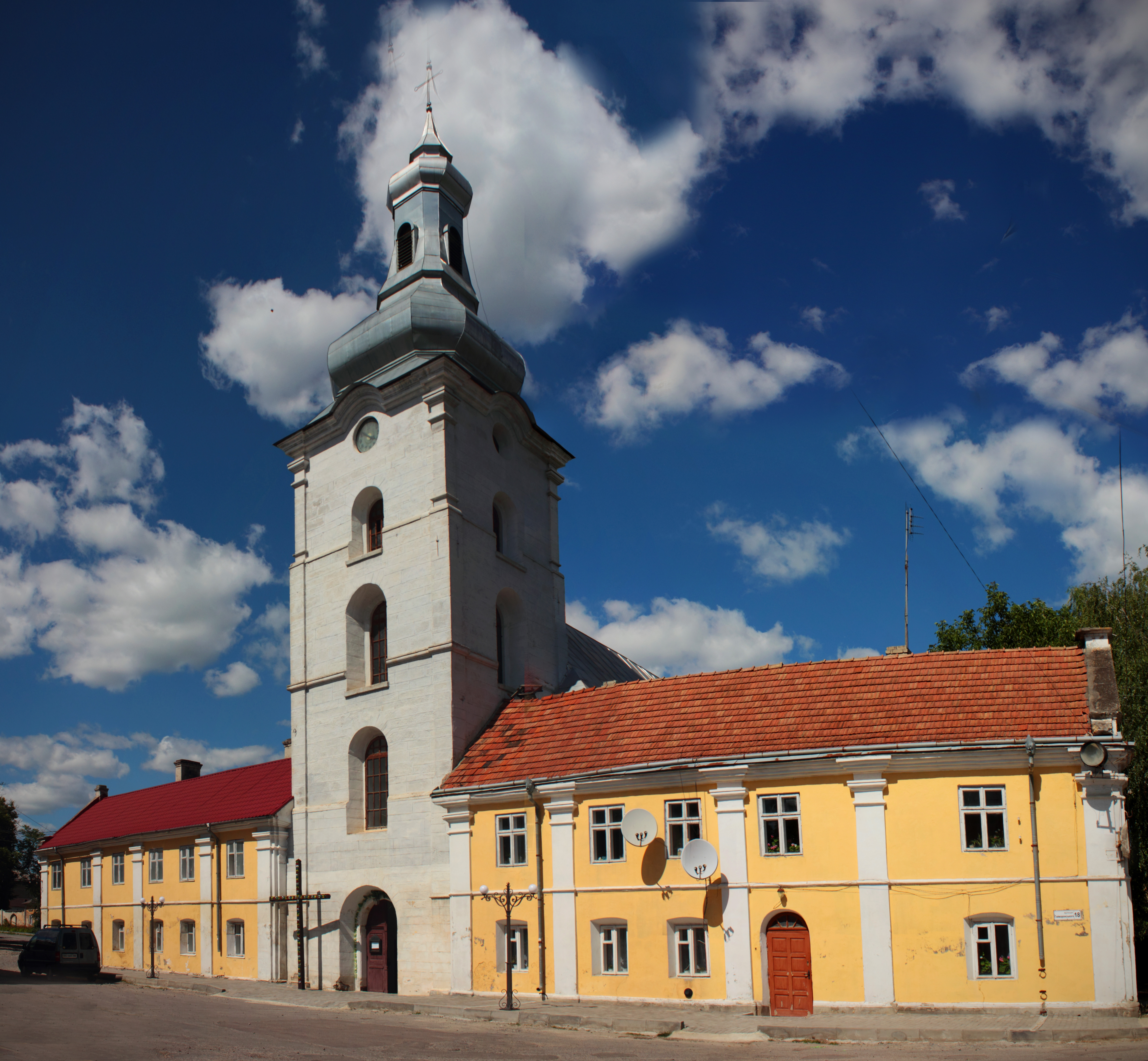